# 阿达尔伯特·吉罗维茨
阿达尔伯特·吉罗维茨（捷克语：Vojtěch Matyáš Jírovec，1763年2月20日—1850年3月19日），波西米亚作曲家。早年在布拉格学音乐，1785年到维也纳，结识了莫扎特。之后在欧洲各地游历，晚年回到维也纳终老。吉罗维茨是一位长寿的多产作曲家，也是维也纳古典乐派的最后一位代表人物。他的音乐风格受莫扎特影响较大。